# Marienviertel (Berlin)

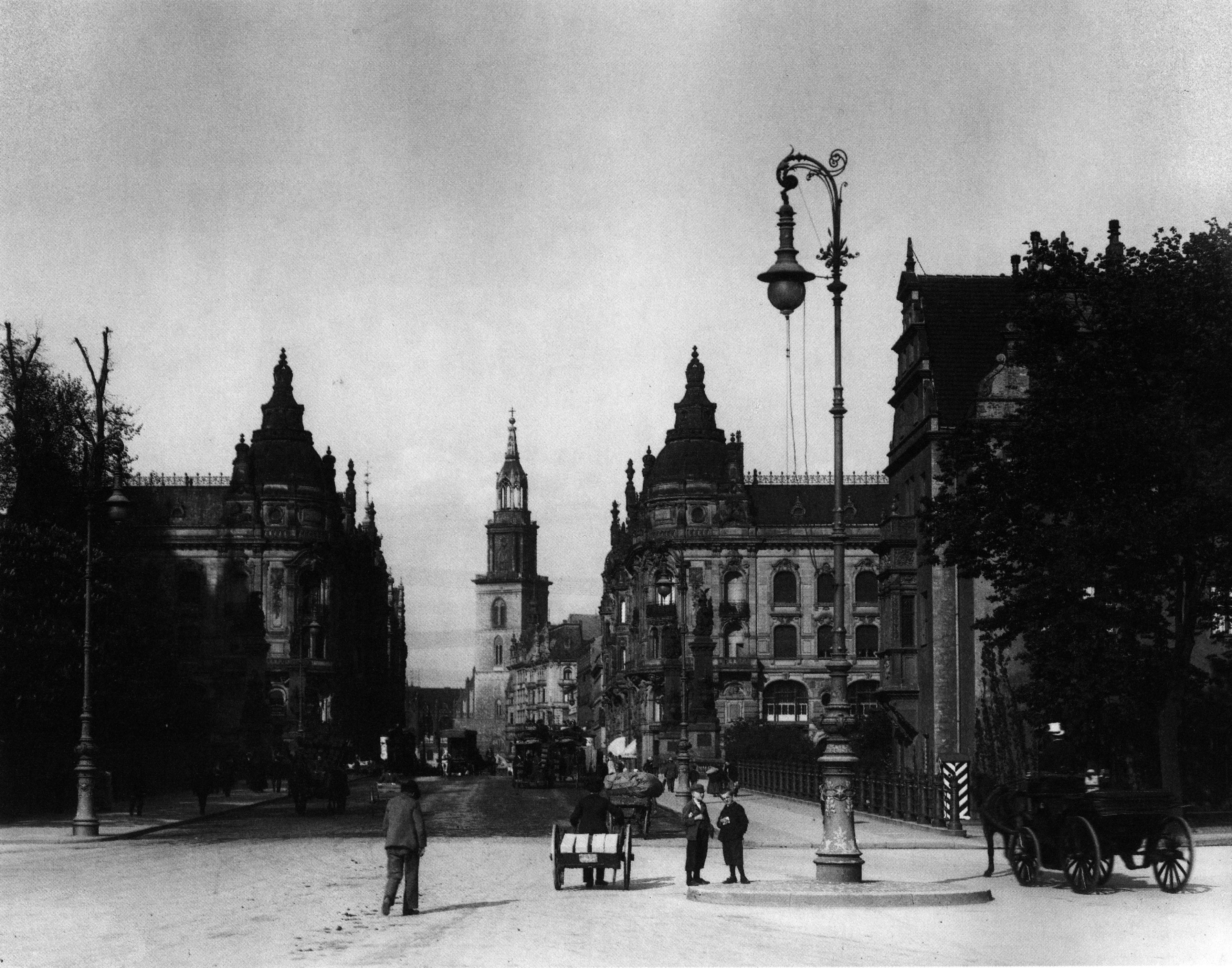
Die damalige Kaiser-Wilhelm-Straße im Jahr 1899, heute: Karl-Liebknecht-Straße

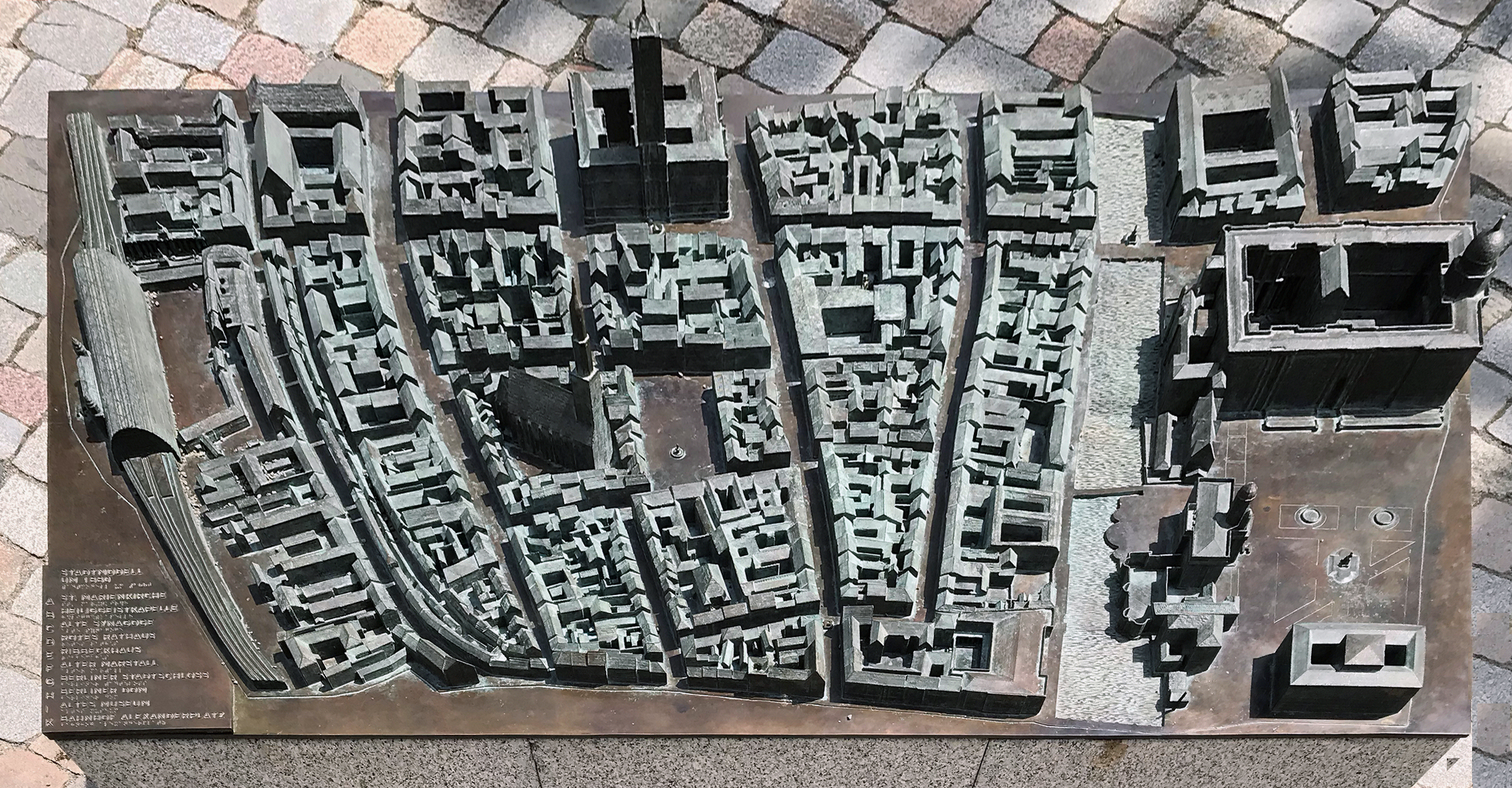
Stadtmodell mit Marienviertel und Heilige-Geist-Viertel um 1880, links der Bahnhof Alexanderplatz, rechts das Berliner Schloss

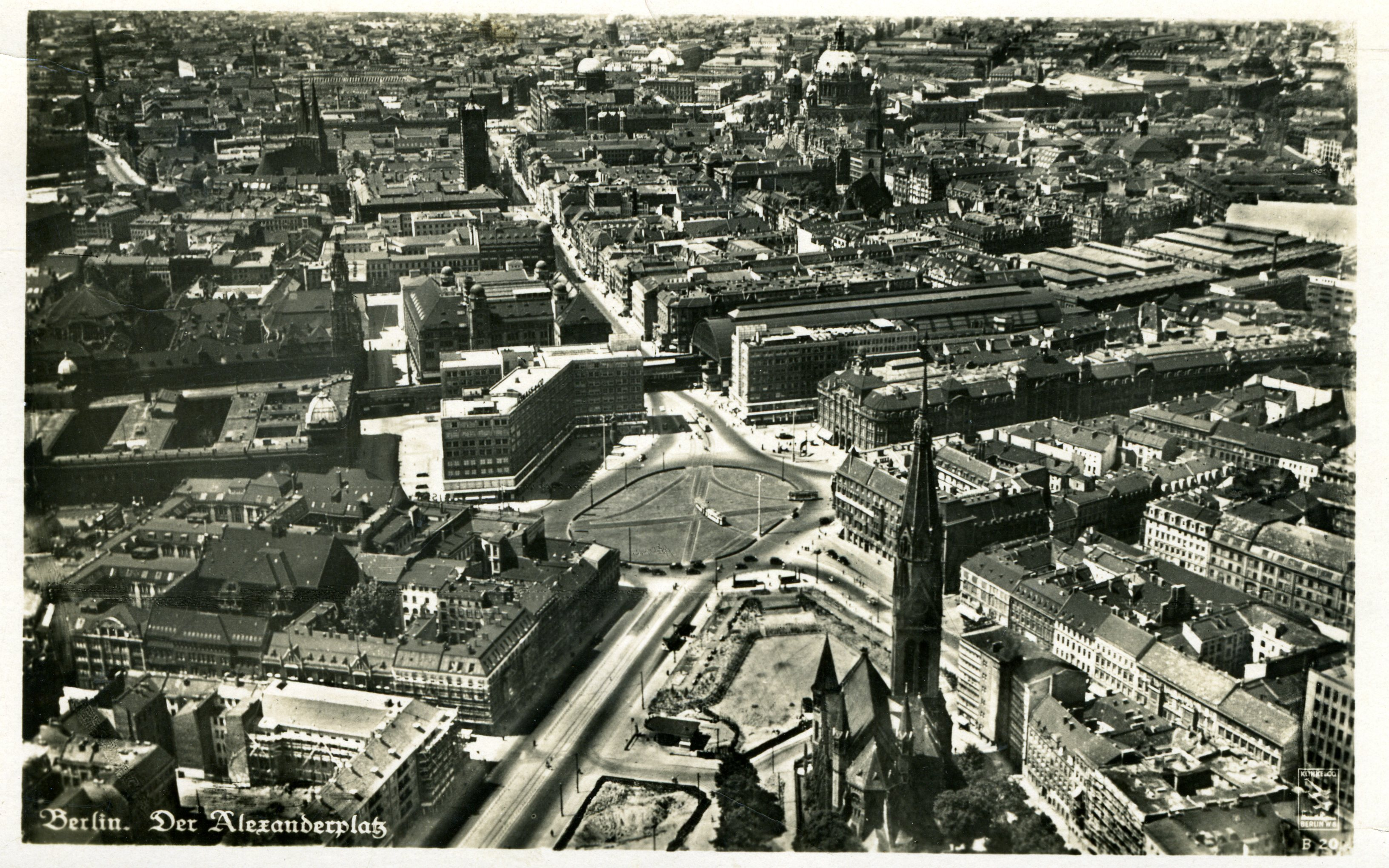
Luftbild vom Alexanderplatz, der Georgenkirche und dem Marienviertel, man kann den Bahnhof Alexanderplatz und die Marienkirche erkennen, im Hintergrund sind das Berliner Schloss und der Berliner Dom zu sehen, ca. 1930

Das Marienviertel war eines von vier Vierteln im historischen Stadtteil Alt-Berlin, der zum heutigen Ortsteil Mitte gehört. Der Name existierte mindestens seit 1727 und nahm Bezug auf die St.-Marien-Kirche.

## Geschichte
Die ersten Ansiedlungen im Bereich des Marienviertels erfolgten um das Jahr 1200, als aus slawischen Niederlassungen die Gründerstädte Kölln (1237) und Berlin (1244) entstanden. Das Errichtungsdatum der Marienkirche liegt vermutlich um 1270. Ihre erste urkundliche Erwähnung erfolgte 1292 als Kirche am „Neuen Markt“. Im späten Mittelalter bestand Berlin aus den vier Stadtvierteln Marienviertel, Heilig-Geist-Viertel, Nikolaiviertel und Klosterviertel.
Der Neue Markt war einer der beiden Altstadtplätze in Alt-Berlin. Hier befand sich das Hochgericht. 1324 wurde der Propst Nikolaus von Bernau von wütenden Berlinern gelyncht. Sie lehnten sich gegen den Papst um dessen Landesherrschaft auf und wurden dafür mit dem Kirchenbann bestraft. Das weiße Sühnekreuz neben dem Portal von St. Marien zeugt davon.
An der Spandauer Straße Ecke Bischofstraße lag das Kauf- oder Kramhaus, das als Lager für Kaufmannsgüter diente. Zu Beginn des 17. Jahrhunderts verlor es seine frühere Bestimmung und wurde vom Rat als Stadtkeller unter dem Namen „Der Grüne Baum“ eingerichtet. Neben dem Kramhaus führte eine kleine Gasse zum Neuen Markt, in der die Feuerleitern und Löschgeräte untergebracht waren und die daher den Namen Leitergasse führte. Stadtkeller und Leitergasse gingen 1677 in Privatbesitz über.
Nach dem Dreißigjährigen Krieg (1648), als Berlin Garnisonsstadt wurde, begannen die Planungen, die Stadt als Festungsstadt auszubauen. Die Bauarbeiten begannen 1670/1671. Bis in das 19. Jahrhundert entwickelte sich die Innenstadt zu einer völlig überfüllten Festungsstadt. 1862 wurde mit dem Hobrecht-Plan beschlossen, die hygienischen und infrastrukturellen Verhältnisse in der Stadt zu verbessern.
An der Neuen Friedrichstraße (später: Littenstraße, heute: Anna-Louisa-Karsch-Straße) stand die in den Jahren 1720–1722 durch den Baumeister Johann Philipp Gerlach errichtete Garnisonkirche, die in der Folgezeit mehrfach umgebaut wurde und gegen Kriegsende durch Bomben zerstört wurde.
Nach dem Tod des Bildhauers Paul Otto wurde 1893 dem Bildhauer Robert Toberentz die Vollendung des Lutherdenkmals mit der dreieinhalb Meter hohen Standfigur des Reformators auf dem Neuen Markt übertragen. Nach der Einschmelzung sämtlicher Begleitfiguren der Denkmalsanlage vor Kriegsende und der Zerstörung des Platzes im Zweiten Weltkrieg wurde die Luther-Figur in der Stephanus-Stiftung in Weißensee aufgestellt. Die Begleitfiguren am Sockel, Melanchthon, Bugenhagen, Spalatin und Cruziger, Reuchlin, Jonas, von Sickingen und von Hutten, sind nicht mehr vorhanden. Die Rückführung des Denkmals an die Nordseite der Marienkirche in die Nähe seines ursprünglichen Standortes auf dem Neuen Markt fand im Oktober 1989, kurz vor dem Fall der Berliner Mauer statt.
In der Heidereutergasse wurde in den Jahren 1712–1714 die Alte Synagoge errichtet und später mehrfach umgestaltet. Der in einem Hinterhof gelegene Barockbau war die erste eigenständige Gemeindesynagoge Berlins und gehörte seinerzeit zu den größten Synagogenbauten in Deutschland. 1938 geschändet und bei einem alliierten Luftangriff beschädigt, wurde sie erst nach Kriegsende abgerissen. Heute erinnern noch eine Gedenktafel und freigelegte Fundamente an die Alte Synagoge in der Heidereutergasse, wo einst der Rabbiner Michael Sachs zu den großen Persönlichkeiten des deutschen Judentums im 19. Jahrhundert gehörte. In der Rosenstraße erinnert ein Denkmal von Ingeborg Hunzinger an die Frauenproteste vom 27. Februar 1943.
Durch die Bombenangriffe im Zweiten Weltkrieg wurde das Marienviertel stark zerstört. Nach Abräumung zahlreicher zerstörter Gebäude und Instandsetzung der erhaltenen Bausubstanz war das Marienviertel bis zur großflächigen Umgestaltung des Berliner Stadtzentrums ab Mitte der 1960er Jahre eine durch zahlreiche Baulücken und Freiflächen geprägte Stadtlandschaft.

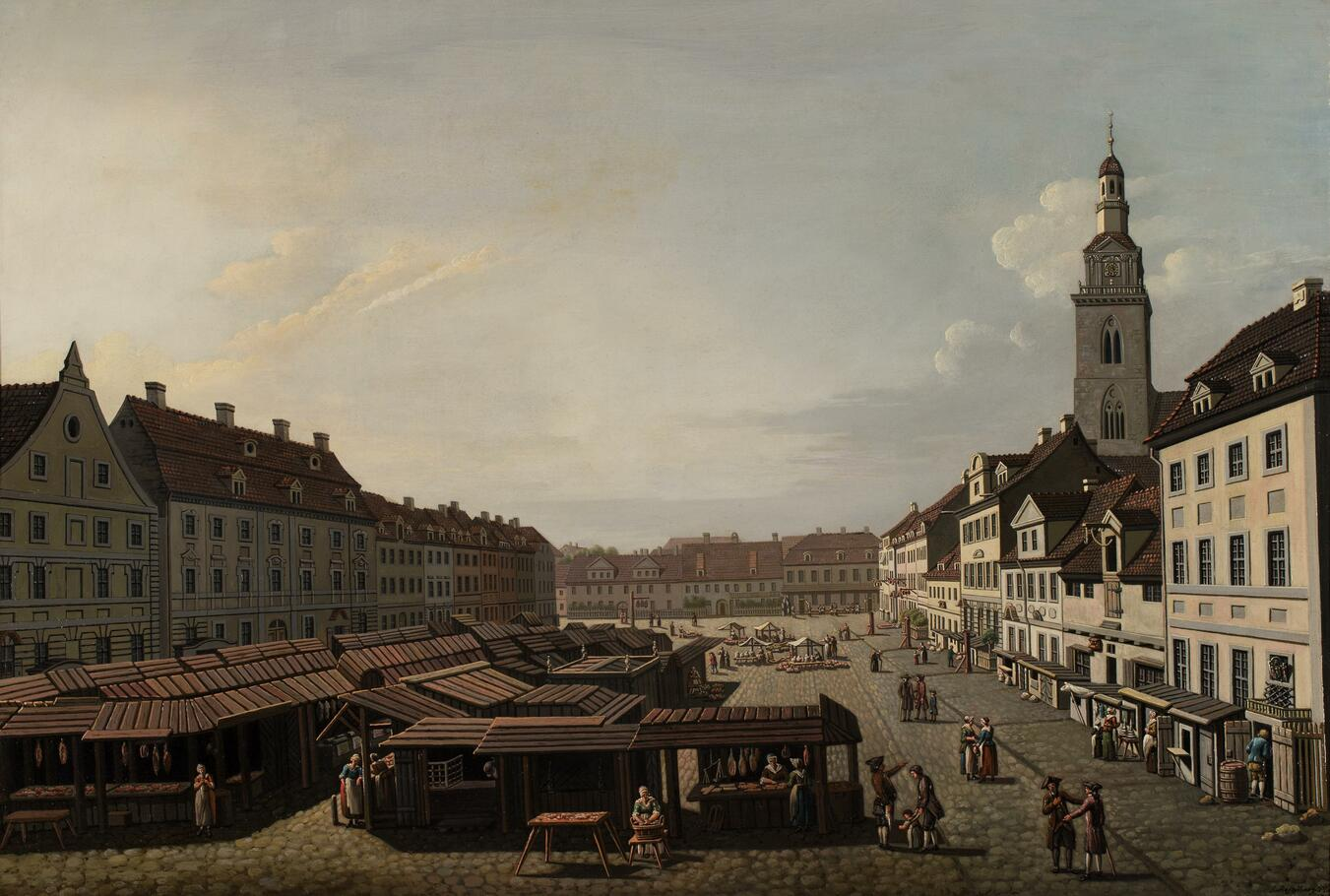
Neuer Markt mit Marienkirche, ca. 1785
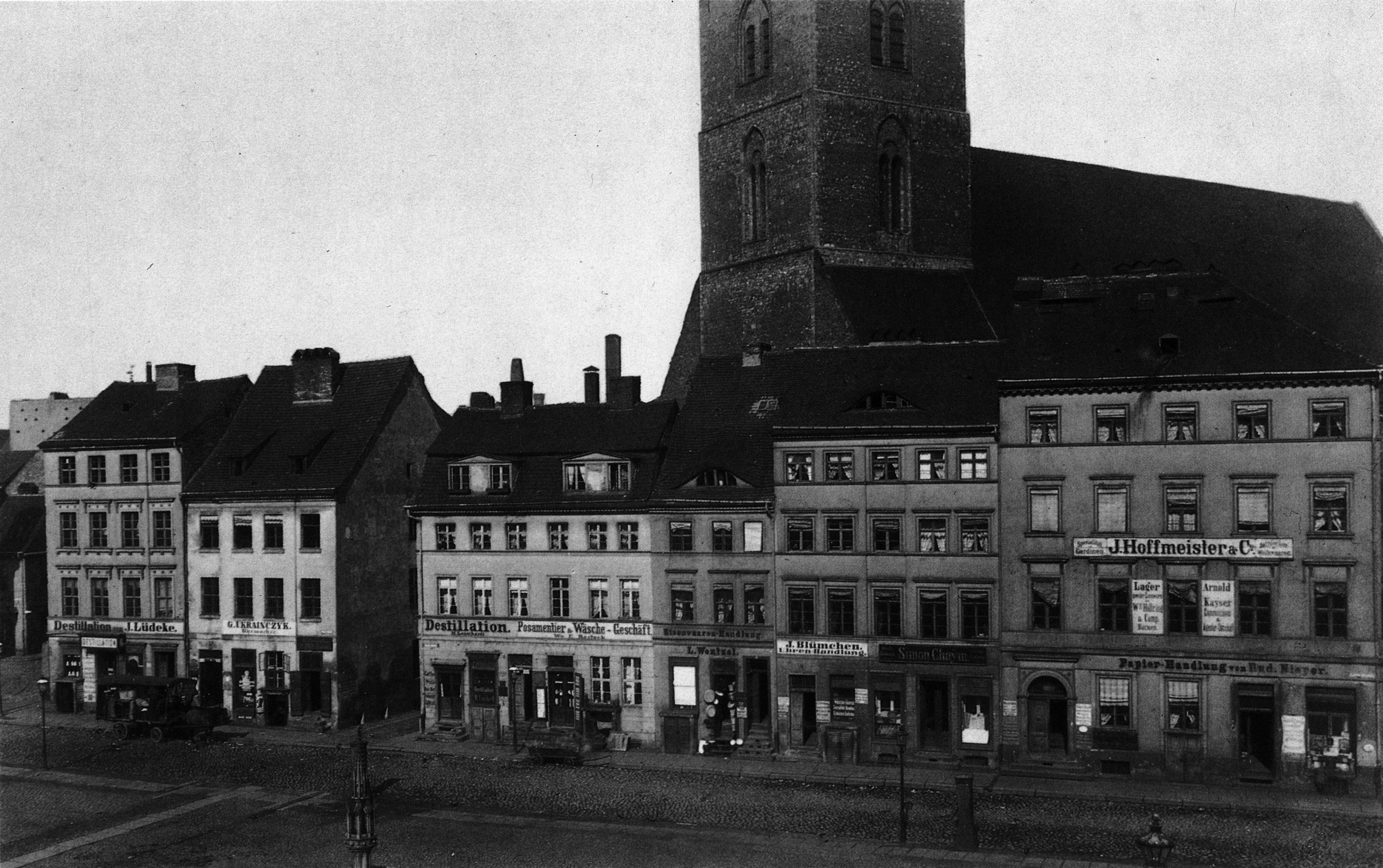
Der Neue Markt am Fuße der Marienkirche, ca. 1880
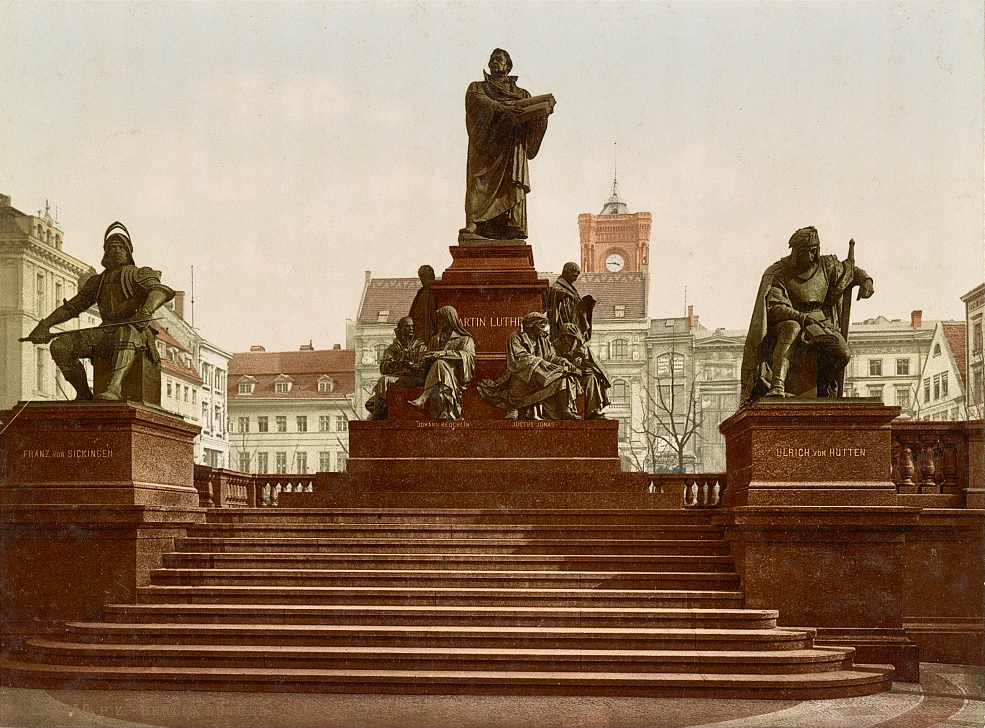
Lutherdenkmal auf dem Neuen Markt, ca. 1900
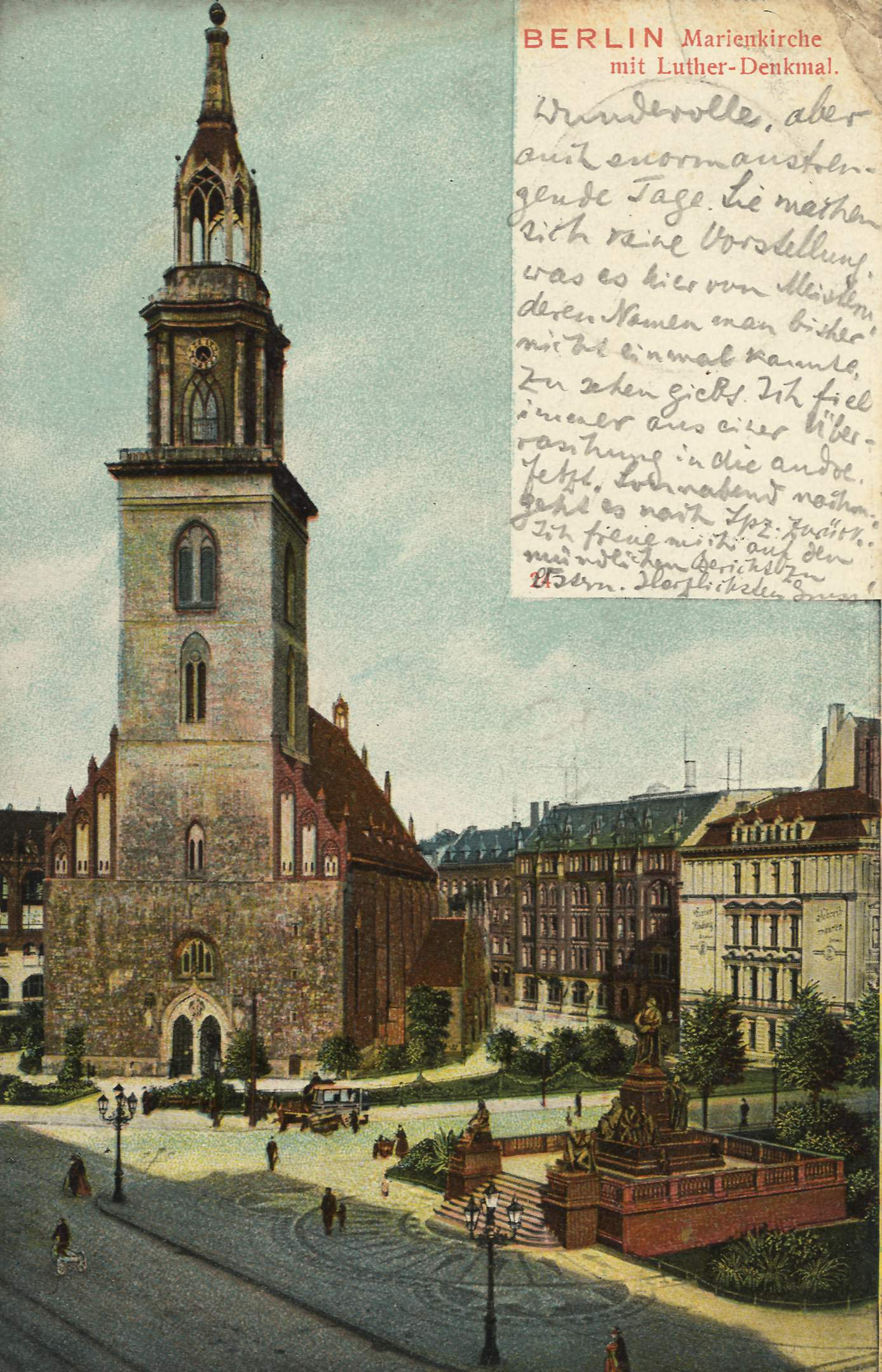
St.-Marienkirche umgeben von Gebäuden des Marienviertels, am Neuen Markt mit dem Lutherdenkmal, Postkarte von 1906
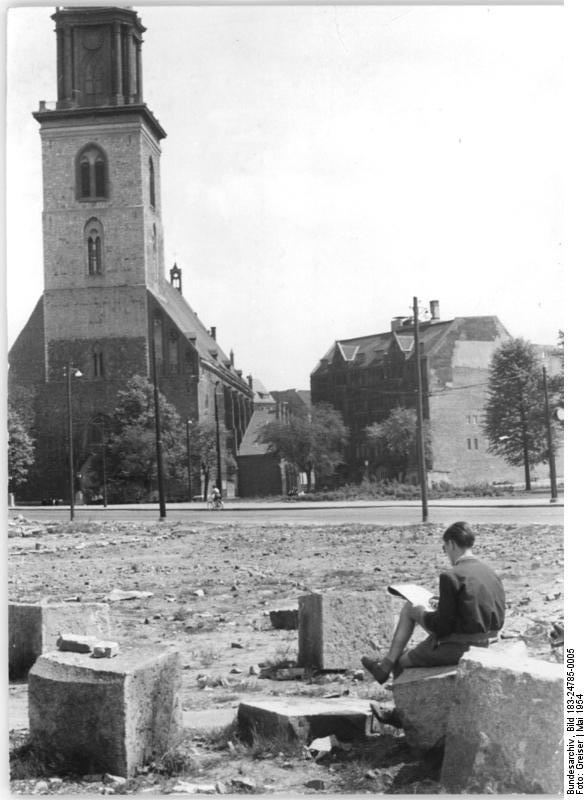
Vergleichbare Perspektive, 1954
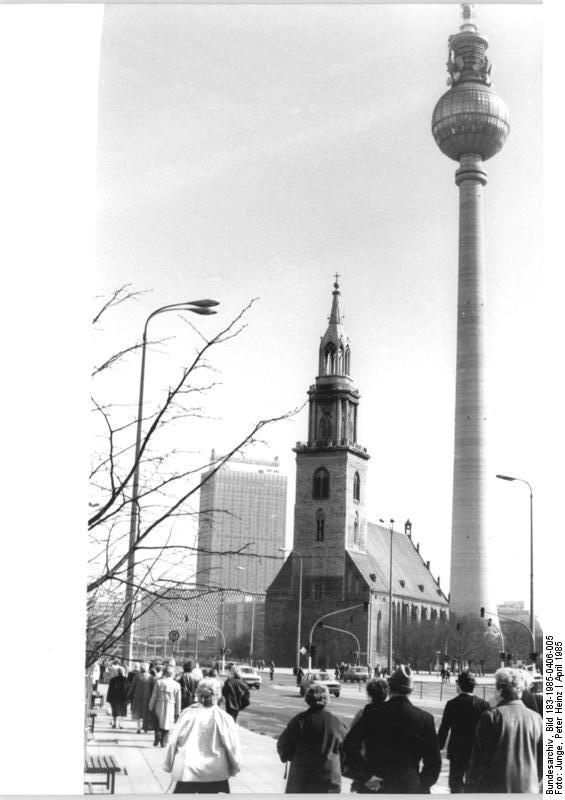
Marienkirche und Fernsehturm, 1985
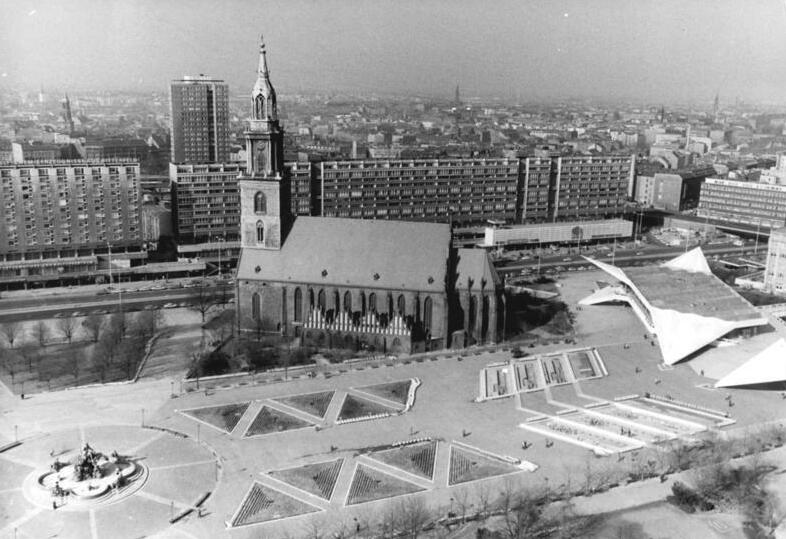
Marienkirche vom Rathausturm, 1987
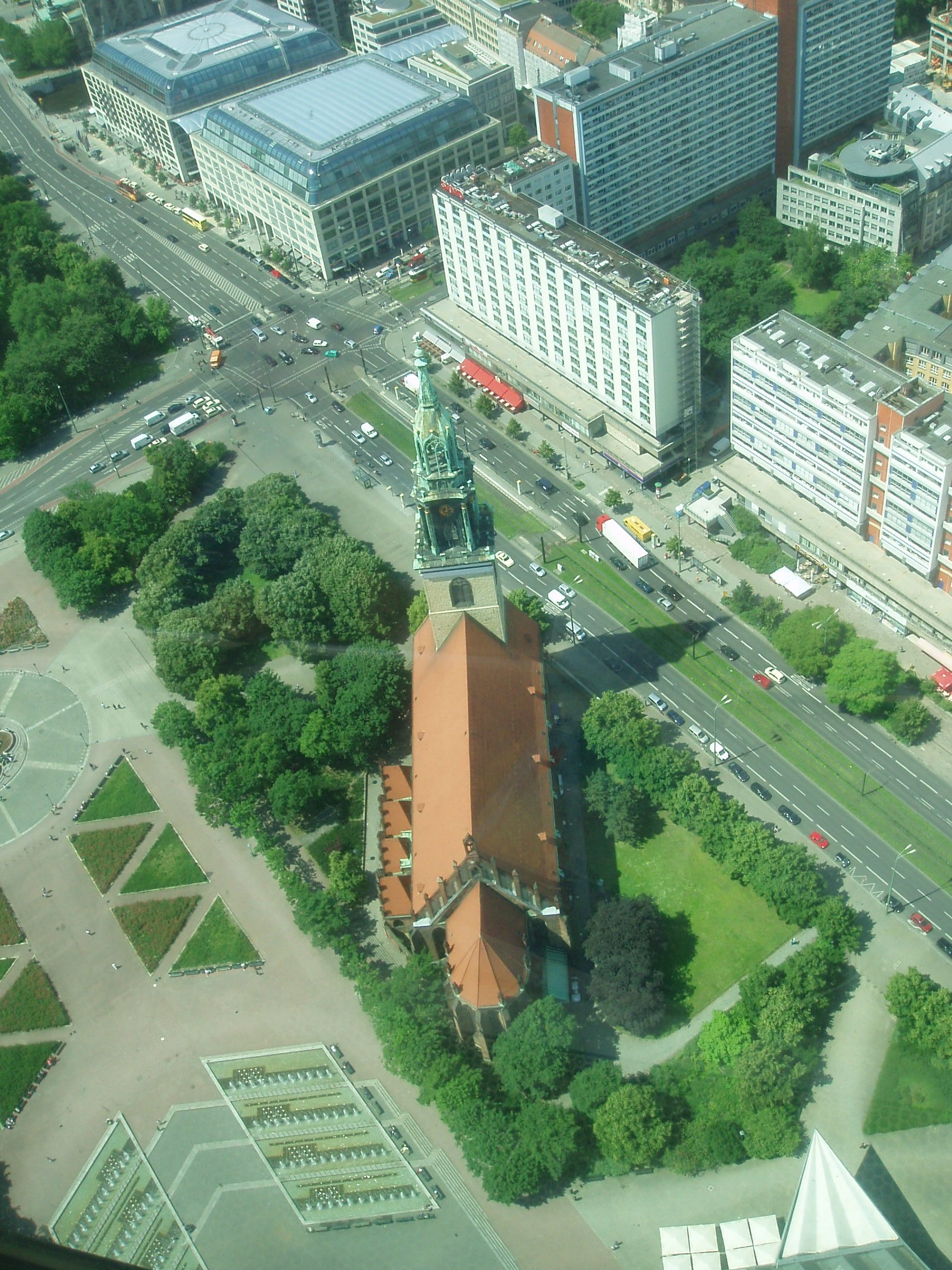
Marienkirche vom Fernsehturm, 2009

## Das Marienviertel heute – Park am Fernsehturm / Rathausforum
Heute befinden sich im Bereich des Marienviertels der Park am Fernsehturm, auch Rathausforum genannt, mit dem Berliner Fernsehturm und dem Roten Rathaus sowie den Hochhäusern an der Karl-Liebknecht-Straße und an der Rathausstraße. Von der Ursprungsbebauung steht noch die Marienkirche, die im Zweiten Weltkrieg den alliierten Bomberpiloten als zentraler Orientierungspunkt für ihre Luftangriffe diente.

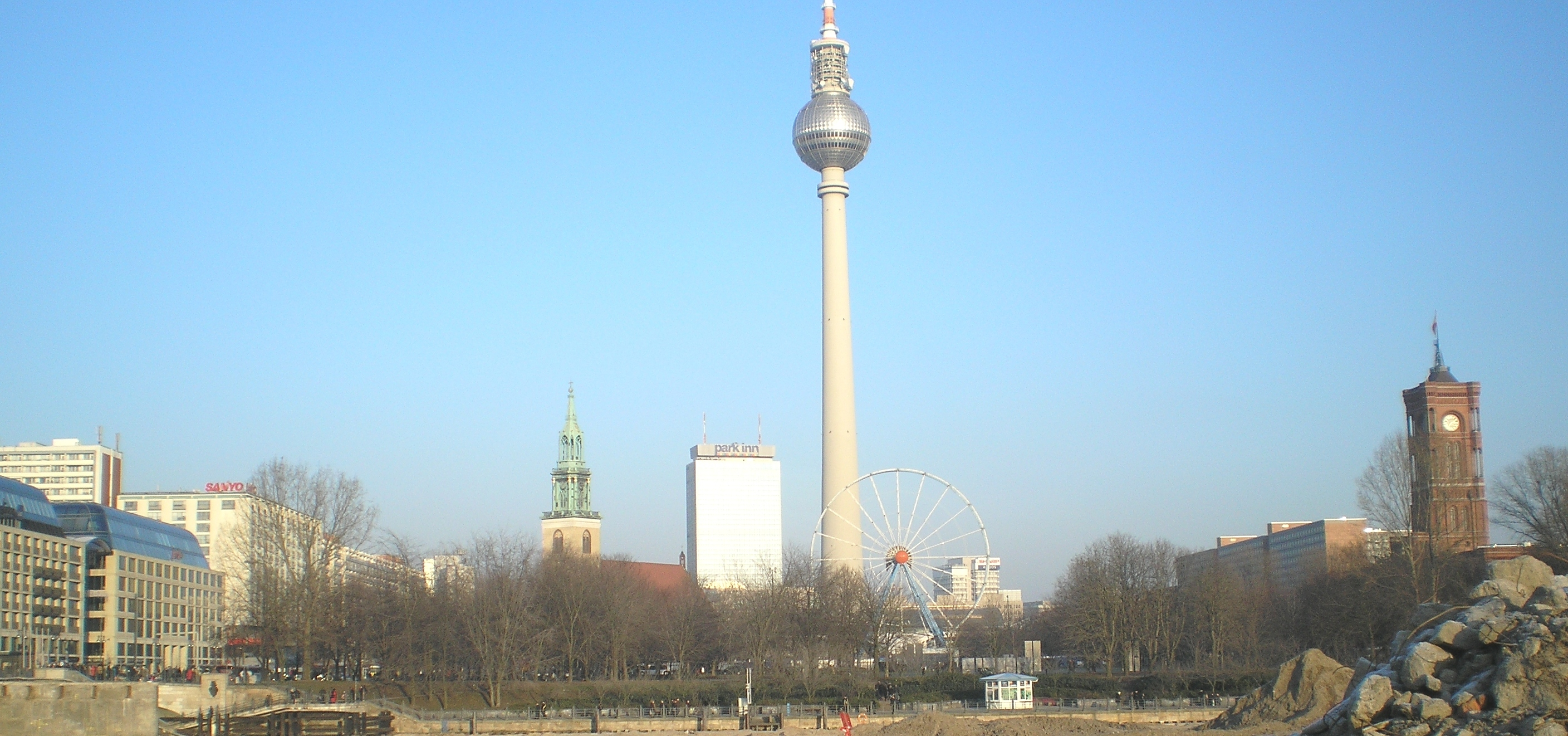
In diesem Bereich befand sich einst das Marienviertel und Heilige-Geist-Viertel. Blick vom Schloßplatz zum Fernsehturm

Im Herbst 2010 wurden bei archäologischen Grabungen im Zusammenhang mit der U-Bahn-Verlängerung der Linie U5 gut erhaltene Reste des hochmittelalterlichen Rathauses (Fundamente, Keller und Gewölbe des Erdgeschosses [Tuchhalle], ältester Teil wohl 13. Jahrhundert) gefunden. Im Frühjahr 2011 werden die Grabungen fortgesetzt; die Archäologen vermuten auch gut erhaltene Reste der Gerichtslaube und des Uhrenturmes zu finden. Alle drei Gebäude bildeten den Komplex des Alten Rathauses von Berlin.
2016 wurde am Standort des ehemaligen Wohnhauses von Moses Mendelssohn in der Spandauer Straße 68 ein Denkmal enthüllt.
Vor dem Zweiten Weltkrieg bestand das Marienviertel aus über 140 Grundstücken, auf denen sich Wohn- und Bürohäuser, Geschäfts- und Warenhäuser, Ämter und Markthallen befanden. Im Zuge der Baufreimachung für die Errichtung des Fernsehturms wurden zahlreiche nur kriegsbeschädigte, aber wiederhergestellte Wohn- und Geschäftsgebäude, die bis Ende der 1960er Jahre in Funktion waren, bis Anfang der 1970er Jahre abgerissen. Der gesamte Bereich zwischen der Karl-Liebknecht-Straße und der Rathausstraße wurde unter Aufgabe des historischen Straßengrundrisses als eine auf den Fernsehturm bezogene durchgrünte weiträumige Freifläche mit Wasserspielen sowie dem hierher versetzten Neptunbrunnen gestaltet.
Mit der Durchlegung von bis zu zehnspurigen Verkehrsschneisen im Zuge der Gruner- und Karl-Liebknecht-Straße wurde der für viele mittelalterliche Städte typische ausgerundete Stadtgrundriss zerschnitten, der sich aus den alten Stadtmauern und der Umwallung ergab. Lediglich die Stadtbahn auf dem alten Festungsgraben zwischen den Bahnhöfen Alexanderplatz und Hackescher Markt zeichnet dies bis heute nach.
Es gibt Bestrebungen, den städtebaulichen Charakter des Viertels aus der Vorkriegszeit wiederherzustellen. 1999 beschloss der Berliner Senat das Planwerk Innenstadt als städtebauliches Leitbild, wobei aber für diesen Bereich kein Konsens für eine Neubebauung gefunden werden konnte. Eine langjährige Diskussion entwickelte sich zwischen den Befürwortern und den Gegnern einer Rekonstruktion. Pläne für einen von Hochhäusern dominierten Alexanderplatz sahen auch eine Umbauung der Basis des Fernsehturms in historischer Traufhöhe sowie bauliche Einzelobjekte zwischen dem Roten Rathaus und der Marienkirche vor. Neuere Planungen reichen von einer weitgehenden Rekonstruktion des historischen Straßengrundrisses bis zur Neugestaltung des Bereiches als Freifläche, Parkanlage oder Wasserbassin.
Im Jahr 2021 wurde über die Neugestaltung des Rathausforums und Marx-Engels-Forum in einem Wettbewerb entschieden. Ab 2024 wird ein zentrales Band entstehen, das die denkmalgeschützten Bereiche des Rathausforums unter Einbeziehung des Neptunbrunnens mit dem Marx-Engels-Forum verbindet.